# Petru Rocca
Pour les articles homonymes, voir Rocca.
 (janvier 2021).
Pierre Rocca, dit Petru Rocca, né le 28 septembre 1887 à Vico (France) et mort le 7 juin 1966 dans cette même ville, est un autonomiste corse de nationalité française.

## Biographie
Pierre-Marie Gabriel Rocca naît le 28 septembre 1887 à Vico, en Corse.
Il apprend le métier d'imprimeur et collabore à la revue Tramuntana. Durant la Première Guerre mondiale, il est mobilisé en 1914. Sur le front, il rédige Le Canard des marais pour ses camarades. Blessé à de nombreuses reprises, il est fait officier et chevalier de la Légion d'honneur.
Il publie à partir du 15 mai 1920 la revue A Muvra (« Le mouflon »), avec d'autres anciens combattants. Il devient éditeur à Ajaccio. Il crée en fin 1922 ou début 1923 le Partitu Corsu d'Azione sur le modèle du Partito Sardo d'Azione.
Il passe progressivement de l'autonomisme à l'idéologie italianisante. Le parti devient le Partitu corsu autonomista (« Parti autonomiste corse ») en 1926 ou en 1927. Il se réfère aux exemples catalan et irlandais, et en liaison avec les Bretons de Breiz Atao. Il revendique le droit de tous les peuples à disposer d'eux-mêmes.
Dans le cadre des luttes des mouvements régionaux, il entre en relation avec certaines organisations autonomistes bretonnes, flamandes, alsaciennes et basques dans les années 1920. Dans ce cadre, Petru Rocca s'occupe de la rubrique corse de la revue Peuples et frontières après 1936, qui est l'organe de coordination des courants autonomistes avant guerre. Il y agit avec des dirigeants autonomistes parmi les plus ouvertement liés au nazisme, comme Olier Mordrel, l'abbé Gantois et Hermann Bickler.
À partir de 1935, il s'affirme indépendantiste. L'Italie de Mussolini encourage les Corses dans cette direction. Des poètes sont invités en Italie. Cependant, contrairement aux linguistes italiens qui tentent de motiver les revendications italiennes, Rocca ne pense pas que le corse dérive du toscan mais insiste sur le fait que ces dialectes dérivent d'un langage commun qui n'est pas l'italien.
En 1938, il est exclu de l'ordre de la légion d'honneur. A Muvra commence alors à publier des articles antisémites et anti francs-maçons. En 1939, après de multiples saisies et perquisitions, le journal est interdit.
Lorsque la Seconde Guerre mondiale s'annonce, par peur des visées irrédentistes de l'Italie de Mussolini, l'État ferme l'imprimerie de A Muvra. Les autonomistes s'étaient amalgamés aux irrédentistes, dans les relations avec l'Italie fasciste. Ruiné, Petru Rocca est condamné à plusieurs années de prison en 1946. Accusé de collaboration avec les Italiens en 1945, il est condamné à 15 années de travaux forcés. En 1946, lors du procès de A Muvra, Petru Rocca est condamné à 15 ans de prison.
En 1953, il crée une académie afin de défendre la langue corse.

## Publications
- Les corses devant l'anthropologie, Gamber, 1913
- Pruverbii, massime è detti corsi, 1921
- A pignatta, cumedia di Plautu, 1924
- Storia populare di Corsica, 1930
- Una Vittoria Autonomista. L'Assemblea di i "Stati Generali di Corsica, 1934
- Quaderni di u Cursismu, 1935
- Parlà d'Aghjacciu, puesii, 1955
- Connais-tu la Corse?, 1960
- Tempi è tempi, 1963